# Appleseed Alpha
Appleseed Alpha (también conocida como Appleseed α ) es una película cyberpunk de ciencia ficción militar animada por computadora.  El elenco de voces de la versión en inglés incluye a Luci Christian (Deunan Knute), David Matranga (Briareos) y Wendel Calvert (Two Horns). El 11 de febrero de 2014 se anunció que Sony Pictures Worldwide y Lucent Pictures Entertainment harían una nueva película animada por computadora.  Esta película no sigue el canon de la película Appleseed ; es una versión alternativa de los orígenes de la historia. Briareos, por ejemplo, ya es un cyborg y no se separó de Deunan para luego reunirse en el Olimpo para unirse a ESWAT. Un manga precuela de 2 volúmenes de Iou Kuroda se publicó en Morning Two en 2014. Appleseed Alpha tuvo un lanzamiento digital anticipado el 15 de julio de 2014. 

## Trama
En el siglo XXII, después de una devastadora guerra mundial, los veteranos Deunan Knute y Briareos viven en las ruinas de Nueva York haciendo trabajos para un déspota cyborg llamado Two Horns, y Deunan espera que una vez que hayan pagado su deuda con él puedan ir a buscar la legendaria ciudad utópica del Olimpo. Sin embargo, cuando están a punto de terminar un trabajo, son saboteados. Un día, mientras eliminan drones de combate rebeldes, Deunan y Briareos conocen a Olson, un soldado equipado con cibernética, y a una joven llamada Iris. Aunque inicialmente reservados el uno con el otro, Olson descubre que el mecánico de Two Horns ha estado paralizando deliberadamente los sistemas de Briareos para mantenerlos a él y a Deunan bajo el control de Two Horns. Poco después, aparecen dos cyborgs llamados Talos y Nyx, que siguen a Olson e Iris, lo que obliga a Deunan y Briareos a partir con sus nuevos amigos. Después de interrogar a Two Horns y luego intentar matarlo, Talos también incluye a Deunan y Briareos en su lista de objetivos. Después de recuperarse, Two Horns los sigue para capturar a Iris y usarla como moneda de cambio contra Talos.
Mientras viajan juntos, Iris y Olson revelan gradualmente que son del Olimpo y tienen la misión de deshacerse de las armas sobrantes de la guerra. Talos también es un agente del Olimpo que ha desarrollado un complejo de mesías y quiere utilizar a Iris para tomar el control de estas armas. Cuando Two Horns los encuentra y los ataca, Iris y Olson son capturados por Talos. Después de extraer brutalmente la ubicación de un prototipo de super arma de los recuerdos de Olson, Talos lo asesina y se lleva a Iris con él. Briareos y Deunan encuentran el cuerpo de Olson, recuperan la información que necesitan y siguen a Talos e Iris hasta la ubicación del arma.
En un búnker subterráneo secreto, Talos activa la super arma, una fortaleza móvil gigante y fuertemente armada, utilizando el patrón retiniano de Iris. Deunan y Briareos se abren camino hacia el complejo, apoyados por Two Horns, que ahora busca venganza contra Talos, y Mattews, quien le presenta a Deunan un Exoesqueleto mecánico . Briareos se enfrenta a un duelo y mata a Nyx, pero Deunan llega demasiado tarde para salvar a Iris; la fortaleza logra llegar a la superficie, pero en lugar de seguir las órdenes de Talos, está programada para una misión de atentado suicida contra Nueva York. Con la ayuda de Two Horns y Briareos, Deunan aborda el superwalker y mata a Talos, pero para destruir el arma, Briareos debe atacar su núcleo de poder. Para evitar contramedidas, Iris permanece a bordo y desaloja a Deunan de la fortaleza después de revelar que ella es un bioroide creado específicamente para esta misión. Briareos dispara, destruyendo tanto la fortaleza como a Iris en su interior.
Después de reagruparse, Deunan y Briareos parten hacia el Olimpo, Two Horns los absuelve de sus deudas y Mattews les regala el exotraje restaurado. Sin que ellos lo supieran, han sido observados de cerca por la oficial del Olimpo Hitomi, el modelo humano de Iris. Cuando se le pregunta si Deunan y Briareos deberían ser llevados al Olimpo para pedir ayuda, Hitomi explica: "Son como semillas de manzana. Dondequiera que vayan, brotará la esperanza. Otros que son dignos seguramente los seguirán".

## Elenco de voces
| Personaje   | actor de voz en ingles | actor de doblaje japonés |
| ----------- | ---------------------- | ------------------------ |
| Deunan      | lucí cristiano         | Yuka Komatsu             |
| briareos    | David Matranga         | Junichi Suwabe           |
| dos cuernos | Wendel Calvert         | Tessho Genda             |
| Mateo       | Chris Hutchison        | Katsunosuke Hori         |
| olson       | Adam Gibbs             | Hiroki Takahashi         |
| Iris/Hitomi | Brina Palencia         | Aoi Yuki                 |
| Talos       | Jose Sheltz            | Hiroki Touchi            |
| nix         | manojo de elizabeth    | Kaori Nazuka             |

## Recepción
Zac Bertschy de Anime News Network la llamó "la película de Appleseed más visualmente impresionante hasta el momento".  El sitio web Hollywood Outbreak escribió que "gracias al extenso trabajo de captura facial y de movimiento en el proyecto, la animación es un equilibrio perfecto entre realismo y fantasía de ciencia ficción".  Appleseed Alpha fue seleccionada para su proyección en el Fantasia Festival el 19 de julio de 2014. 

## Premios y nominaciones
| Año  | Otorgar |
| ---- | --- |
| 2015 | Premio a la actuación de voz Behind the Voice Actors (BTVA) a la mejor interpretación vocal femenina principal en un largometraje de anime/especial               |
| 2015 | Premio a la actuación de voz Behind the Voice Actors (BTVA) a la mejor interpretación vocal masculina en un largometraje de anime/especial en un papel secundario |